# Nieppe
 Nieppe  es una población y comuna francesa, en la región de Norte-Paso de Calais, departamento de Norte, en el distrito de Dunkerque y cantón de Bailleul-Nord-Est.

## Demografía
| 4997 | 5341 | 6903 | 7238 | 7417 | 7470 |
| Para los censos de 1962 a 1999 la población legal corresponde a la población sin duplicidades (Fuente: INSEE [Consultar]) |      |      |      |      |      |